# Esther Phillips
Esther Phillips (Galveston, 1935. december 23. – Carson, 1984. augusztus 7.) amerikai énekesnő. 2023-ban beiktatták a Blues Hall of Fame tagjai közé.

## Pályakép
Phillips Esther Mae Jones néven született Galvestonban, Texasban. Szülei kamaszkorában elváltak, idejét a houstoni apja és a Los Angelesben élő édesanyja között osztotta meg. Kiskorában templomban énekelt. Nem szívesen indult egy helyi bluesklub tehetségkutató versenyén, de a nővére ragaszkodott ehhez. 14 éves volt, amikor megnyerte ezt a Barrelhouse Clubban rendezett tehetségkutató versenyt (1949), Johnny Otis énekes, zenekarvezető annyira le volt nyűgözve, hogy előadását felvette  utazórevüjébe, a California Rhythm and Blues Caravanba, amelyet Little Esthernek neveztek. A Phillips ezt a nevet vette fel művészneveként. Állítólag egy benzinkút táblája inspirálta.
Esther Phillips leginkább R&B énekesnőként ismert. 1950-től több jelentős R&B-slágert jegyzett, köztük a „Double Crossing Blues”-t és a „Mistrustin' Blues”-t „Little Esther” című dalt. Az 1960-as években a „Release Me” című country dallal aratott slágerlistás volt. a pop-, a dzsessz, a blues és a soul műfajban is születtek felvételei. Phillips 1973-ban Grammy-díj jelölést kapott a „Home Is Where the Hatred Is” című kislemezéért, a „What a Diff'rence a Day Makes” című diszkófelvétele pedig nagy siker volt 1975-ben. 
Phillips 1984-ben, 48 évesen, a kaliforniai carsoni UCLA Medical Centerben halt meg máj- és veseelégtelenségben, amelyeket a hosszan tartó kábítószer-fogyasztása okozott.
A comptoni Lincoln Memorial Parkban temették el a jelöletlen szegények sírjába, de 1985-ben újra eltemették a Forest Lawn Memorial Park Morning Light részlegében, Hollywood Hillsben, Los Angelesben. Egy bronz tábla leírja pályáját, és egy bibliai idézet áll rajta: „In My Father's House Are Many Mansions” (János 14:2).

## Albumok
- 1963: Release Me!
- 1965: And I Love Him
- 1970: Burnin'
- 1971: From a Whisper to a Scream
- 1972: Alone Again
- 1973: Black-Eyed Blues
- 1974: Performance
- 1975: For All We Know
- 1975: What a Difference a Day Makes
- 1975: Confessin' the Blues
- 1976: Capricorn Princess
- 1979: You've Come a Long Way, Baby
- 1982: A Good black Is Hard to Crack
- 2003: Esther Phillips Anthology
- 2004: Home Is Where the Hatred Is: The Kudu Years 1971-1977

## Filmek
- Little Esther Phillips az IMDb-n

## Díjak
- A Rock and Roll Hall of Fame-be 1986-ban és 1987-ben jelölték, de nem iktatták be.
- Négyszer jelölték Grammy-díjra (1970, 1972, 1973, 1975: Best Rhythm & Blues Vocal Performance), de nem kapta meg.
- 2023: Blues Hall of Fame